# Borgo Maggiore
Borgo Maggiore es un castello (municipio) de San Marino cuya población es de 6587 habitantes a mayo de 2013 y posee el único helipuerto del país. Su capital es la segunda en población después de Dogana.

## Historia
La zona se llamaba antes Mercatale ("mercado") y sigue siendo hoy en día la ciudad mercado más importante de San Marino. Un teleférico permite escalar el monte Titano hasta la ciudad de San Marino. Hoy en día, Borgo Maggiore contiene el único helipuerto de la nación. Aunque no es el más poblado, el mercado, así como la conexión con la ciudad de San Marino, lo convierten en un centro comercial muy parecido a la ciudad.

## Geografía
Limita con los municipios de San Marino Serravalle, Domagnano, Faetano, Fiorentino, San Marino City y Acquaviva y con el municipio italiano de Verucchio. Posee una superficie estimada en 9,01 kilómetros cuadrados, por lo que constituye el segundo municipio más extenso después de Serravalle.